# شوارا
شوارا (به آلمانی: Schwaara) یک شهر در آلمان است که در گرایتس واقع شده‌است. شوارا ۱۵۴ نفر جمعیت دارد.